# Veronika, der Lenz ist da

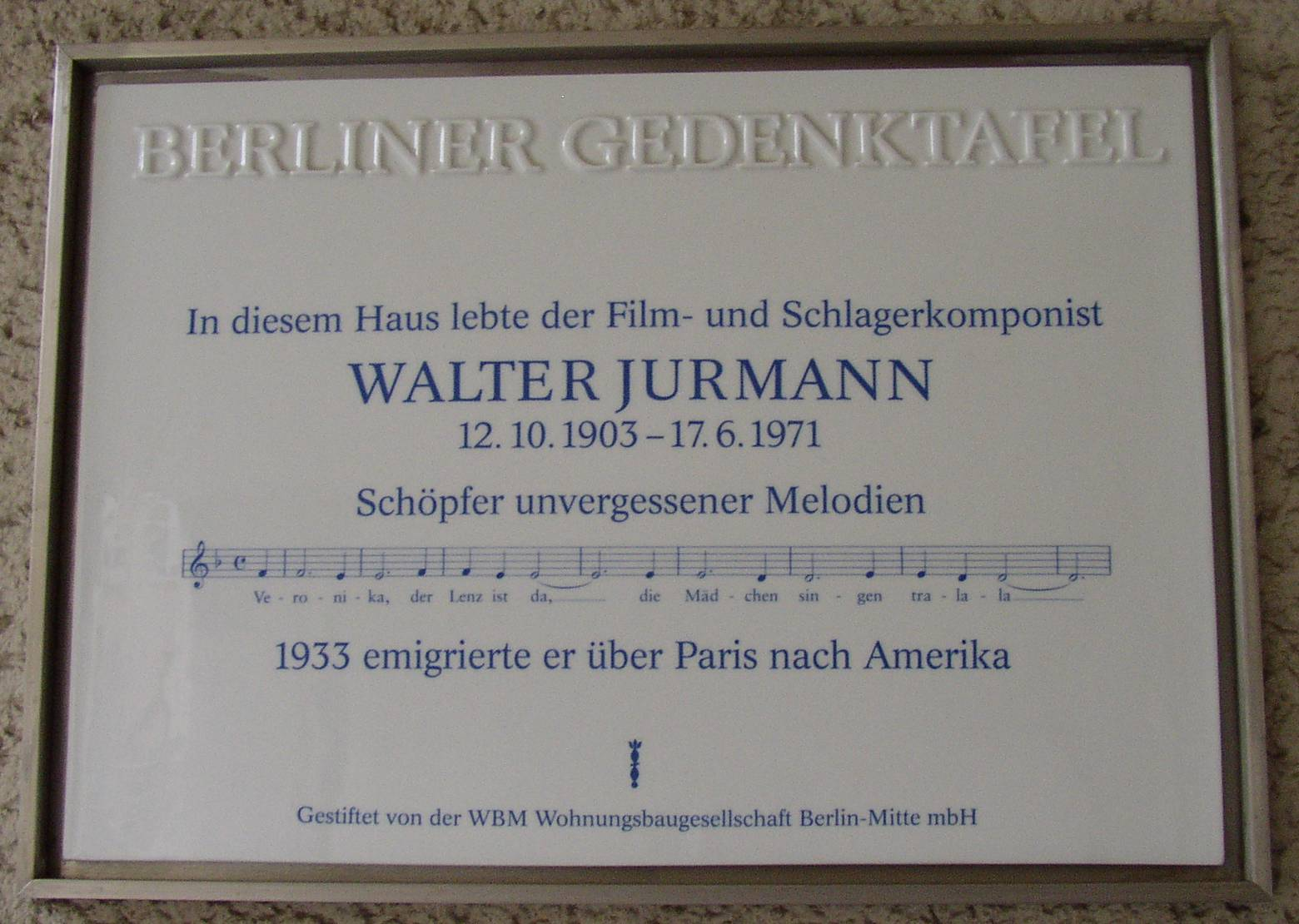
Diese Berliner Gedenktafel für den Komponisten zeigt den Beginn der Melodie.

Der Foxtrott Veronika, der Lenz ist da ist ein beliebter Schlager der 1920er Jahre, dessen Melodie Walter Jurmann komponierte. Der Text stammt von Fritz Rotter und basiert auf einem Gedicht von Otto Licht.

## Inhalt
Das Lied beschreibt die allgemeine Freude über den Frühling mit einer Aufforderung zum Spaziergang.

## Geschichte
Das Lied soll beim Warten in den Räumen der Plattenfirma Ultraphon entstanden sein. Jurmann soll beim Anblick des Produzenten Herbert Grenzebach spontan „Da kommt er ja, der Grenzebach“ gesungen haben, was Grenzebach sofort witterte und dann Fritz Rotter für einen Liedtext zur Melodie beauftragte.
Es erschien zuerst eine Notenausgabe im Wiener Bohème-Verlag. Hofmeisters Musikalisch-literarischer Monatsbericht verzeichnete im Juni 1930 unter dem Namen des Komponisten eine Ausgabe für Gesang und Klavier, eine für Salonorchester sowie eine Bearbeitung von Walter Borchert für Orchester.
Das Lied wurde unzählige Male nachgespielt. Eine bekannte Version stammt von dem deutschen Sextett Comedian Harmonists aus dem Jahr 1930. Diese fügten eigene Passagen ein, wie einen Tonartwechsel, ein Solo der Bassstimme zum Schluss oder gesangliche Spielereien.